# رالف دارندورف
رالف گوستاو دارندورف (به آلمانی: Ralf Gustav Dahrendorf) یا بارون دارندورف، دارای رتبه امپراتوری بریتانیا و عضو آکادمی بریتانیا (۱ مه ۱۹۲۹ – ۱۷ ژوئن ۲۰۰۹) جامعه‌شناس، فیلسوف، دانشمند علوم سیاسی و سیاستمدار لیبرال آلمانی-انگلیسی بود.
در دوره سیاستمداری اش به عنوان عضو پارلمان آلمان، کمیسر اروپا در تجارت، کمیسر اروپا در تحقیق، نوآوری و علوم و عضو مجلس اعیان بریتانیا به فعال بوده‌است. از ۱۹۹۳ پس از دریافت نشان سلطنتی پادشاهی متحده در آنجا با عنوان لرد دارندورف شناخته می‌شود.
دارندورف یکی از متخصصین پیشگام در طبقه‌بندی جوامع مدرن بود و به عنوان یکی از تاثیرگذارترین متفکرین زمان توصیف شده‌است.

## طبقات اجتماعی و نزاع‌های طبقاتی در جامعه صنعتی
از موثرترین کارهای دارندورف دربارهٔ نابرابری اجتماعی، طبقات اجتماعی و نزاع‌های طبقاتی در جامعه صنعتی است که در ۱۹۵۹ انتشار یافته‌است. این کتاب نخستین شرح مفصل وی از مسئله نابرابری در جوامع مدرن یا پسااستعماری است. جان کلام دارندورف این است که نه کارکردگرایی ساختاری و نه مارکسیسم هیچ‌کدام به تنهایی، نمی‌توانند چشم‌انداز روشن و قابل قبولی از جامعه پیشرفته ارائه دهند. وی مدعی است که کارکردگرایی ساختاری توجه بسیار کمی به مسئله نزاع طبقاتی دارد و مارکس هم طبقات اش را بسیار بی دقت و در زمینه خاص تاریخی تعریف نموده‌است.